# Lliga Primera FFCV 2025-26
La temporada 2025-26 de la Lliga Primera FFCV de fútbol corresponde a la tercera edición de este campeonato que ocupa el séptimo nivel en el sistema de ligas de fútbol de España en la Comunidad Valenciana. Comenzará el 14 de septiembre de 2025 y finalizará el 24 de mayo de 2026. Posteriormente, a partir del 31 de mayo se disputará la promoción de ascenso a la Lliga Comunitat.

## Sistema de competición
La liga consiste en 64 equipos distribuidos por proximidad geográfica en cuatro grupos de 16 equipos cada uno. Al término de la temporada, los campeones ascienden a Lliga Comunitat de forma directa, a los que se unirán los dos vencedores de la promoción de ascenso, disputada por los subcampeones. Descienden a Lliga Segona FFCV los tres últimos clasificados de cada grupo.

## Clasificaciones

### Grupo 1
| Pos. | Equipo                        | Pts. | PJ | G | E | P | GF | GC | Dif. |                                        |
| ---- | ----------------------------- | ---- | -- | - | - | - | -- | -- | ---- | -------------------------------------- |
| 1    | C. F. Alcalà                  | 0    | 0  | 0 | 0 | 0 | 0  | 0  | 0    | Ascenso a Lliga Comunitat              |
| 2    | U. D. Atzeneta de Castellón   | 0    | 0  | 0 | 0 | 0 | 0  | 0  | 0    | Promoción de ascenso a Lliga Comunitat |
| 3    | C. D. Benicarló               | 0    | 0  | 0 | 0 | 0 | 0  | 0  | 0    |                                        |
| 4    | Bétera C. F.                  | 0    | 0  | 0 | 0 | 0 | 0  | 0  | 0    |                                        |
| 5    | C. D. Betxí                   | 0    | 0  | 0 | 0 | 0 | 0  | 0  | 0    |                                        |
| 6    | C. D. Cabanes                 | 0    | 0  | 0 | 0 | 0 | 0  | 0  | 0    |                                        |
| 7    | Foios Atlètic C. F.           | 0    | 0  | 0 | 0 | 0 | 0  | 0  | 0    |                                        |
| 8    | Júpiter C. F. de Massamagrell | 0    | 0  | 0 | 0 | 0 | 0  | 0  | 0    |                                        |
| 9    | C. F. Nules                   | 0    | 0  | 0 | 0 | 0 | 0  | 0  | 0    |                                        |
| 10   | Odisea F. C.                  | 0    | 0  | 0 | 0 | 0 | 0  | 0  | 0    |                                        |
| 11   | Paterna C. F.                 | 0    | 0  | 0 | 0 | 0 | 0  | 0  | 0    |                                        |
| 12   | C. D. Roda "B"                | 0    | 0  | 0 | 0 | 0 | 0  | 0  | 0    |                                        |
| 13   | C. F. San Pedro               | 0    | 0  | 0 | 0 | 0 | 0  | 0  | 0    |                                        |
| 14   | C. F. Torreblanca             | 0    | 0  | 0 | 0 | 0 | 0  | 0  | 0    | Descenso a Lliga Segona FFCV           |
| 15   | C. D. Vall d'Alba             | 0    | 0  | 0 | 0 | 0 | 0  | 0  | 0    | Descenso a Lliga Segona FFCV           |
| 16   | Vinaròs C. F.                 | 0    | 0  | 0 | 0 | 0 | 0  | 0  | 0    | Descenso a Lliga Segona FFCV           |

Actualizado a los partidos jugados el 14 de septiembre de 2025.
 Fuente: 

### Grupo 2
| Pos. | Equipo                                   | Pts. | PJ | G | E | P | GF | GC | Dif. |                                        |
| ---- | ---------------------------------------- | ---- | -- | - | - | - | -- | -- | ---- | -------------------------------------- |
| 1    | Alboraya U. D.                           | 0    | 0  | 0 | 0 | 0 | 0  | 0  | 0    | Ascenso a Lliga Comunitat              |
| 2    | U. D. Aldaia C. F.                       | 0    | 0  | 0 | 0 | 0 | 0  | 0  | 0    | Promoción de ascenso a Lliga Comunitat |
| 3    | C. F. Atlético Barrio La Luz - Xirivella | 0    | 0  | 0 | 0 | 0 | 0  | 0  | 0    |                                        |
| 4    | C. F. Atlético Moncadense                | 0    | 0  | 0 | 0 | 0 | 0  | 0  | 0    |                                        |
| 5    | Atlético Vallbonense                     | 0    | 0  | 0 | 0 | 0 | 0  | 0  | 0    |                                        |
| 6    | Caudete de las Fuentes C. F.             | 0    | 0  | 0 | 0 | 0 | 0  | 0  | 0    |                                        |
| 7    | Godella C. F.                            | 0    | 0  | 0 | 0 | 0 | 0  | 0  | 0    |                                        |
| 8    | C. D. F. B. L'Eliana                     | 0    | 0  | 0 | 0 | 0 | 0  | 0  | 0    |                                        |
| 9    | U. D. Juventud Barrio del Cristo         | 0    | 0  | 0 | 0 | 0 | 0  | 0  | 0    |                                        |
| 10   | Mislata C. F.                            | 0    | 0  | 0 | 0 | 0 | 0  | 0  | 0    |                                        |
| 11   | U. D. Paterna                            | 0    | 0  | 0 | 0 | 0 | 0  | 0  | 0    |                                        |
| 12   | U. D. Quart de Poblet                    | 0    | 0  | 0 | 0 | 0 | 0  | 0  | 0    |                                        |
| 13   | San Antonio de Benagéber C. F.           | 0    | 0  | 0 | 0 | 0 | 0  | 0  | 0    |                                        |
| 14   | C. D. A. San Marcelino                   | 0    | 0  | 0 | 0 | 0 | 0  | 0  | 0    | Descenso a Lliga Segona FFCV           |
| 15   | C. D. Serranos                           | 0    | 0  | 0 | 0 | 0 | 0  | 0  | 0    | Descenso a Lliga Segona FFCV           |
| 16   | C. D. Turís                              | 0    | 0  | 0 | 0 | 0 | 0  | 0  | 0    | Descenso a Lliga Segona FFCV           |

Actualizado a los partidos jugados el 14 de septiembre de 2025.
 Fuente: 

### Grupo 3
| Pos. | Equipo                    | Pts. | PJ | G | E | P | GF | GC | Dif. |                                        |
| ---- | ------------------------- | ---- | -- | - | - | - | -- | -- | ---- | -------------------------------------- |
| 1    | Algemesí C. F.            | 0    | 0  | 0 | 0 | 0 | 0  | 0  | 0    | Ascenso a Lliga Comunitat              |
| 2    | C. D. Dénia               | 0    | 0  | 0 | 0 | 0 | 0  | 0  | 0    | Promoción de ascenso a Lliga Comunitat |
| 3    | C. D. Enguera             | 0    | 0  | 0 | 0 | 0 | 0  | 0  | 0    |                                        |
| 4    | C. F. Gandía              | 0    | 0  | 0 | 0 | 0 | 0  | 0  | 0    |                                        |
| 5    | C. E. La Font d'en Carròs | 0    | 0  | 0 | 0 | 0 | 0  | 0  | 0    |                                        |
| 6    | U. E. L'Alcúdia           | 0    | 0  | 0 | 0 | 0 | 0  | 0  | 0    |                                        |
| 7    | U. E. La Mancomunitat     | 0    | 0  | 0 | 0 | 0 | 0  | 0  | 0    |                                        |
| 8    | C. F. Llutxent            | 0    | 0  | 0 | 0 | 0 | 0  | 0  | 0    |                                        |
| 9    | Massanassa C. F.          | 0    | 0  | 0 | 0 | 0 | 0  | 0  | 0    |                                        |
| 10   | C. D. E. B. Ontinyent     | 0    | 0  | 0 | 0 | 0 | 0  | 0  | 0    |                                        |
| 11   | Pego C. F.                | 0    | 0  | 0 | 0 | 0 | 0  | 0  | 0    |                                        |
| 12   | Ràcing d'Algemesí C. F.   | 0    | 0  | 0 | 0 | 0 | 0  | 0  | 0    |                                        |
| 13   | C. F. Simat               | 0    | 0  | 0 | 0 | 0 | 0  | 0  | 0    |                                        |
| 14   | S. D. Sueca               | 0    | 0  | 0 | 0 | 0 | 0  | 0  | 0    | Descenso a Lliga Segona FFCV           |
| 15   | Torrent C. F. "B"         | 0    | 0  | 0 | 0 | 0 | 0  | 0  | 0    | Descenso a Lliga Segona FFCV           |
| 16   | U. E. Vall del Alcalans   | 0    | 0  | 0 | 0 | 0 | 0  | 0  | 0    | Descenso a Lliga Segona FFCV           |

Actualizado a los partidos jugados el 14 de mayo de 2025.
 Fuente: 

### Grupo 4
| Pos. | Equipo                  | Pts. | PJ | G | E | P | GF | GC | Dif. |                                        |
| ---- | ----------------------- | ---- | -- | - | - | - | -- | -- | ---- | -------------------------------------- |
| 1    | C. D. Almoradí          | 0    | 0  | 0 | 0 | 0 | 0  | 0  | 0    | Ascenso a Lliga Comunitat              |
| 2    | C. F. Atlético Algorfa  | 0    | 0  | 0 | 0 | 0 | 0  | 0  | 0    | Promoción de ascenso a Lliga Comunitat |
| 3    | C. F. Atlético Jonense  | 0    | 0  | 0 | 0 | 0 | 0  | 0  | 0    |                                        |
| 4    | Benferri C. F.          | 0    | 0  | 0 | 0 | 0 | 0  | 0  | 0    |                                        |
| 5    | C. D. Betis Florida     | 0    | 0  | 0 | 0 | 0 | 0  | 0  | 0    |                                        |
| 6    | Callosa Deportiva C. F. | 0    | 0  | 0 | 0 | 0 | 0  | 0  | 0    |                                        |
| 7    | Catral - Castrum C. F.  | 0    | 0  | 0 | 0 | 0 | 0  | 0  | 0    |                                        |
| 8    | C. D. Contestano        | 0    | 0  | 0 | 0 | 0 | 0  | 0  | 0    |                                        |
| 9    | C. D. El Campello       | 0    | 0  | 0 | 0 | 0 | 0  | 0  | 0    |                                        |
| 10   | C. D. Montesinos        | 0    | 0  | 0 | 0 | 0 | 0  | 0  | 0    |                                        |
| 11   | C. D. Murada            | 0    | 0  | 0 | 0 | 0 | 0  | 0  | 0    |                                        |
| 12   | Muro C. F.              | 0    | 0  | 0 | 0 | 0 | 0  | 0  | 0    |                                        |
| 13   | Novelda C. F.           | 0    | 0  | 0 | 0 | 0 | 0  | 0  | 0    |                                        |
| 14   | Santa Pola C. F.        | 0    | 0  | 0 | 0 | 0 | 0  | 0  | 0    | Descenso a Lliga Segona FFCV           |
| 15   | F. B. Teulada-Moraira   | 0    | 0  | 0 | 0 | 0 | 0  | 0  | 0    | Descenso a Lliga Segona FFCV           |
| 16   | Villena C. F.           | 0    | 0  | 0 | 0 | 0 | 0  | 0  | 0    | Descenso a Lliga Segona FFCV           |

Actualizado a los partidos jugados el 14 de septiembre de 2025.
 Fuente: 